# Nickelodeon Global
Nickelodeon Global (известен как Nickelodeon HD) — специализированный детский телеканал, который является международной версией американского телеканала Nickelodeon.

## История

### Nickelodeon Export

Логотип с 1 сентября 1993 года

1 сентября 1993 года был запущен Nickelodeon UK в Великобритании и Ирландии, данная версия впоследствии была распространена по всей Европе под названием Nickelodeon Export. Канал был запущен в 6:00 по западноевропейскому времени, первым мультсериалом был «Кот Джеймс». Через год была представлена программа «Nick Alive!».
Компания Paramount Global, следуя стратегии проникновения, которая использовалась в 1987 году при запуске MTV Europe. решила в Европе не формировать самостоятельный Nickelodeon, чтобы минимизировать риски и увеличить потенциал распространения.
С апреля 1997 года телеканал начал вещать в западной и северо-западной части России со спутников Astra 1C и Astra 1B, продолжительность эфиров была нефиксированной. Вещание осуществлялось с 9:00 до 22:00 по МСК, вне эфира транслировался статический логотип, информация о расписании и телетекст. В начале 1998 года время вещания увеличилось на 3 часа.

### Nickelodeon Global
Общеевропейский канал был официально запущен 15 ноября 1998 года под названием «Nickelodeon Europe», началось круглосуточное вещание.
С 1998 по 2000 год Nickelodeon Europe начал транслироваться в Мальте, Румынии и Венгрии.
В начале 2000-х годов были добавлены 4 блока, такие как: «Ник Фильмы», «Поджаренные мультяшки», «Зона Ника» и «Nick Double».
В 2004 году канал распространился на остальную часть Восточной Европы, вещая на русском языке, также с мая 2004 по сентябрь 2012 года Nickelodeon Europe использовался как основной телеканал в странах СНГ и Прибалтики.
С 2008 по 2012 год на канале периодически возникали сбои в эфире, в том числе и со звуковой дорожкой, в результате которых в течение некоторого временного отрезка выходили мультсериалы на английском.

Логотип с 1 марта 2010 года

1 марта 2010 года был представлен новый фирменный стиль и логотип, идентичный другим по всему миру, а также новое оформление. В том же году телеканал начал вещать по чешской лицензии, так как в Чехии действуют минимальные правила вещания, она была выбрана для целей лицензирования в ЕС. Вещательный центр по-прежнему находится в Лондоне.
В течение 2010—2013 годов Nickelodeon Europe расширился до Чехии, Словакии, Хорватии, Словении, Болгарии и Сербии.
С 17 сентября 2011 года Nickelodeon перешёл на широкоформатное вещание (16:9). C 4 октября 2011 года Nickelodeon Europe перешёл в формат HD. Данный телеканал в некоторых странах, включая СНГ, именуется как Nickelodeon HD. Часто за его просмотр требуют дополнительную подписку, также на HD-версии канала серии мультфильмов выходят раньше.
В 2013 году программированием телеканала занялся Амстердам.
В октябре 2017 года были добавлены звуковые дорожки на литовском, латышском и эстонском языках для Прибалтики.
31 августа 2021 года «Nickelodeon Europe» был переименован в «Nickelodeon Global», теперь телеканал принимают в 85 стран мира. Nickelodeon Global сохраняет чешскую лицензию (RRTV) с целью обеспечения продолжения легального вещания в Евросоюзе в соответствии с Директивой ЕС об аудиовизуальных медиа-услугах (AVMSD) и законом о едином рынке после выхода Великобритании из Европейского Союза.
5 апреля 2022 года была добавлена звуковая дорожка на казахском языке для Казахстана. В анонсах появилось время для Казахстанского часового пояса.
С декабря 2022 года, Nickelodeon Global вновь используется как основной телеканал в странах СНГ (за исключением России и Белоруссии) тем самым заменив локальную версию — Nickelodeon Russia.
1 июня 2023 года была добавлена звуковая дорожка на украинском языке, а после с 30 июня заменил Nickelodeon Ukraine Pluto TV.
1 августа 2023 года был произведён ребрендинг, который включал обновлённую версию логотипа и новое оформление.